# Мрзен Ораовец
Мрзен Ораовец (мкд. Мрзен Ораовец) је насеље у Северној Македонији, у средишњем делу државе. Мрзен Ораовец је насеље у оквиру општине Росоман.

## Географија
Мрзен Ораовец је смештен у средишњем делу Северне Македоније. Од најближег већег града, Кавадараца, насеље је удаљено 20 km западно.
Насеље Мрзен Ораовец се налази у историјској области Тиквеш. Село је изнад долине Црне Реке, у западном ободу Тиквешке котлине. Западно од насеља издиже се планина Клепа. Насеље је положено на приближно 510 метара надморске висине, у брдском подручју. 
Месна клима је континентална.

## Становништво
Мрзен Ораовец је према последњем попису из 2002. године имао 5 становника.
Већинско становништво у насељу су етнички Македонци (100%).
Претежна вероисповест месног становништва је православље.